# Elaeagnus s-stylata
Elaeagnus s-stylata — вид квіткових рослин з родини маслинкових (Elaeagnaceae). Поширення: Китай (Гуйчжоу).